# Vancé
Vancé ist eine französische Gemeinde mit 287 Einwohnern (Stand: 1. Januar 2022) im Département Sarthe in der Region Pays de la Loire. Sie gehört zum Kanton Saint-Calais und zum Arrondissement Mamers. Die Bewohner nennen sich die Vancéen.
Sie grenzt im Nordwesten an Val d’Étangson mit Sainte-Osmane, im Norden an Cogners, im Nordosten an La Chapelle-Huon, im Osten an Bessé-sur-Braye, im Südosten an La Chapelle-Gaugain und im Südwesten an Ruillé-sur-Loir.

## Bevölkerungsentwicklung
| Jahr      | 1962 | 1968 | 1975 | 1982 | 1990 | 1999 | 2008 | 2015 |
| --------- | ---- | ---- | ---- | ---- | ---- | ---- | ---- | ---- |
| Einwohner | 541  | 541  | 440  | 374  | 332  | 329  | 351  | 328  |

## Sehenswürdigkeiten
- Kirche Saint-Martin
- Kriegerdenkmal für die im Ersten Weltkrieg Gefallenen

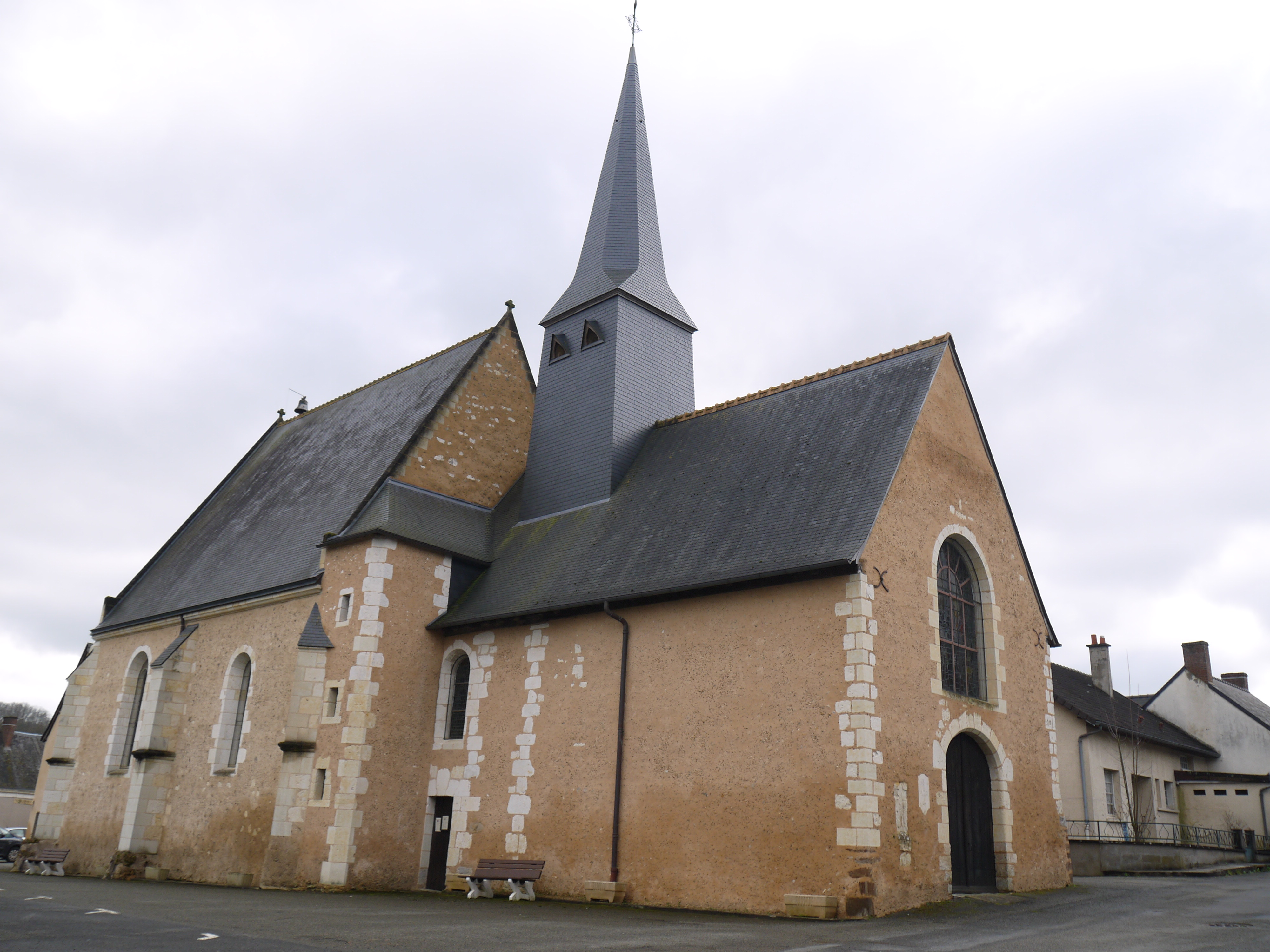
Kirche Saint-Martin
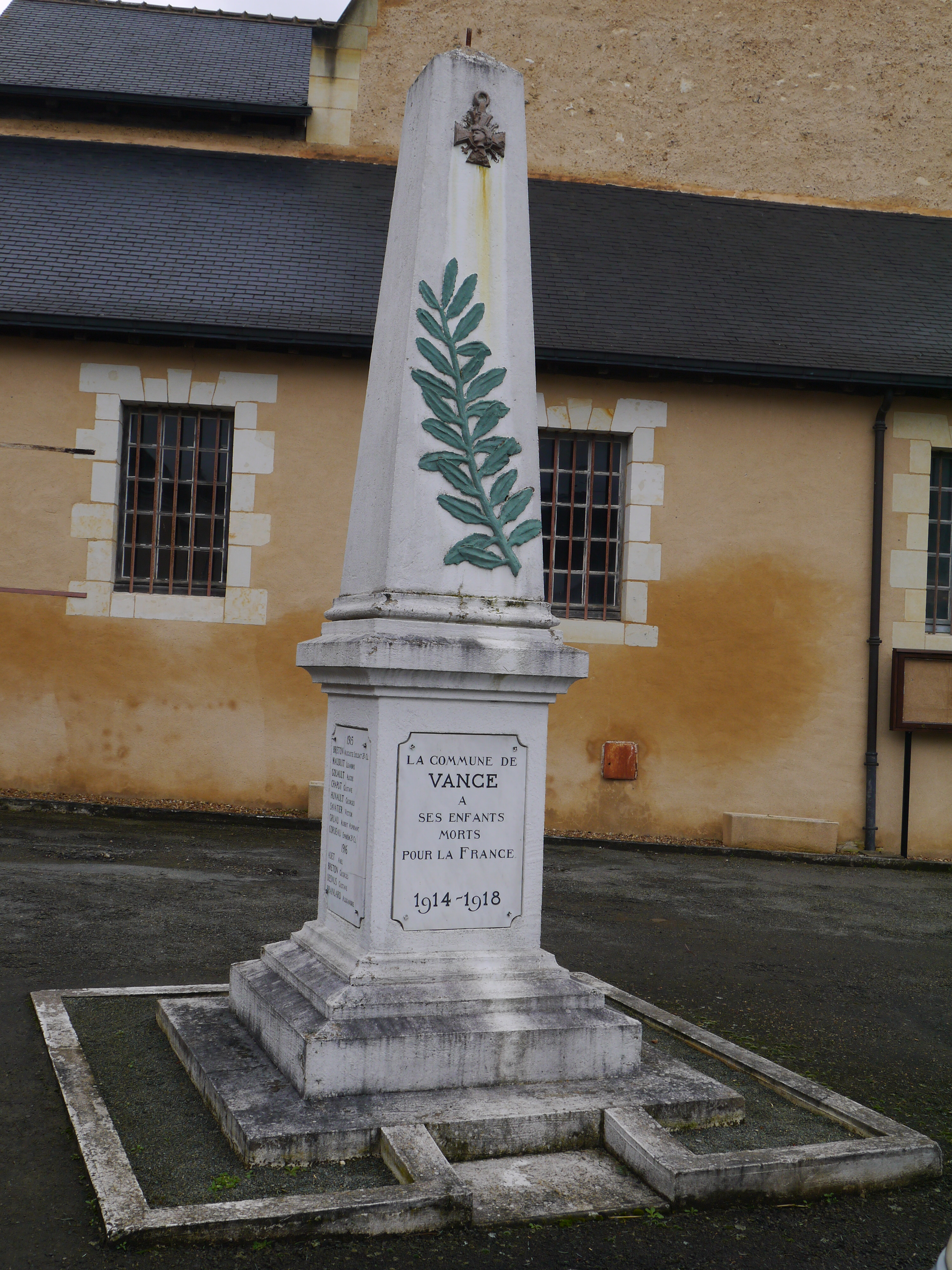
Kriegerdenkmal